# Saint-Mathurin
Saint-Mathurin är en kommun i departementet Vendée i regionen Pays de la Loire i västra Frankrike. Kommunen ligger i kantonen La Mothe-Achard som tillhör arrondissementet Les Sables-d'Olonne. År 2022 hade Saint-Mathurin 2 443 invånare.

## Befolkningsutveckling
Antalet invånare i kommunen Saint-Mathurin
| Referens: INSEE |